# Nutrilite
Nutrilite est une marque de minéraux, vitamines et suppléments diététiques créée en 1934 par le Dr Carl F. Rehnborg. Les produits Nutilite sont actuellement fabriqués par Access Business Group, une filiale d'Alticor, et vendus à travers le monde par Amway (connu auparavant comme Amway Global et Quixtar). La marque Nutrilite est connue sous le nom Nutriway au Danemark, Finlande, Norvège, Suède, Turquie, Australie et Nouvelle-Zélande.
Nutrilite est depuis 2004[évasif][Quand ?] numéro 1 mondial du complément alimentaire (source euromonitor international)

## Historique
Le Dr Carl Rehnborg a créé la première multi-vitamine en 1930. Ses séjours en Chine entre 1917 et 1927 lui ont permis d'expérimenter et de réaliser le rôle important qu'ont les vitamines et les nutriments sur la santé en général. Il a commencé à vendre ses vitamines sous la maque « California Vitamin » et a renommé sa compagnie en 1939 pour Nutrilite. En 1945, il a inventé la vente à paliers multiples (vente directe), un système de commercialisation et distribution pour ses vitamines. Deux hommes, Lee S. Mytinger et William S. Casselberry deviennent les distributeurs exclusifs nationaux en 1945 et ont exploité une entreprise de distribution de vitamines.
Les fondateurs d'Amway, les milliardaires Jay Van Andel et Rich DeVos, ont débuté en tant que distributeur indépendant en vendant des produits Nutrilite en 1949, au moment même où les distributeurs précédents (Mytinger and Casselberry, Inc.) étaient impliqués dans un procès avec la Food and Drug Administration américaine, qui les accusait de publicité mensongère. Ils sont rapidement montés parmi les meilleurs distributeurs indépendants. Préoccupés par les différends avec la FDA, Van Andel et DeVos ont lancé une nouvelle entreprise, American Way, (connue plus tard sous Amway), en utilisant le système de vente à paliers multiples pour des produits d'entretien ménager. Le procès FDA/Mytinger-Cassleberry, qui s'est rendu jusqu'en Cour Suprême des États-Unis, a été statué en faveur de la FDA dans les années 1960.
Amway a acheté une participation majoritaire dans la société en 1972, et en a pris le contrôle complet en 1994.
En 2001, cinq produits Nutrilite furent les premiers suppléments diététiques à être certifiés par NSF International.[citation nécessaire]
En 2007, la gamme « Simply Nutrilite » (rebaptisée « Nutrilite Trim Advantage Body System ») a été introduite. La gamme inclut des barres nutritives, des anti-oxydants et des suppléments vitaminiques.

## Distribution et commercialisation
Les vitamines et minéraux Nutrilite sont distribués exclusivement par les Propriétaires de Commerces Indépendants (PCI) affiliés avec Amway en Amérique du Nord et dans plus de 90 pays et territoires. Amway, Quixtar et Access Business Group sont des filiales de Alticor. Nutrilite prétend être le seul fabricant de vitamines et minéraux au monde à cultiver, récolter et extraire ses herbes sur ses propres fermes certifiées biologiques, bien que Nutrilite avoue que ses produits peuvent parfois contenir des extraits d'herbes qui n'ont pas été cultivées sur leurs propres fermes. Toutefois, ces fermes sont tenues aux mêmes rigueurs de qualité que leurs propres fermes. Les techniques agricoles de Nutrilite comprennent la solarisation du sol, un système de gestion intégrée des ravageurs et utilisent des méthodes d'agriculture durable. Les fermes biologiques Nutrilite sont situées au Brésil, Mexique et aux États-Unis d'Amérique (Californie & l'État de Washington). Plusieurs produits Nutrilite vendus dans certains pays sont également fabriqués localement, en Inde par exemple.
En tant que porte-parole de la marque, Nutrilite a signé un contrat avec le médaillé olympique d'or (4 × 100m à relais) de 2008 Asafa Powell de la Jamaïque ; l'ancien détenteur du record du monde masculin au 110 mètres-haies Liu Xiang de la Chine; le médaillé olympique d'or et de bronze d'athlétisme de 2008 Sanya Richards, le joueur mondial de l'année de la FIFA Ronaldinho et le médaillé olympique du saut à la perche de 2008, Jenn Stuczynski.

## Les aspects réglementaires et de sécurité
En 1948, la Food and Drug Administration américaine a saisi les stocks de Nutrilite, distribué à cette époque par la société californienne, Mytinger & Casselberry Inc. La FDA prétendait que le livret délivré avec le produit contenait des déclarations mensongères sur la guérison de certaines maladies. Le distributeur a porté plainte, affirmant que les saisies étaient inconstitutionnelles. En 1950, la Cour suprême américaine a jugé que la saisie était constitutionnelle.
En 1951, la FDA agit de nouveau contre Nutrilite, émettant un ordre d'interdiction aux 15 000 distributeurs indépendants du produit de divulguer les bienfaits « extravagants » déclarés par Nutrilite. La FDA interdit à Nutrilite la publication des bienfaits dans le traitement de 57 maladies, dont « le cancer, les troubles cardiaques, le diabète, l'arthrite et les rhumatismes ». La FDA a indiqué que de telles revendications pourraient mettre en danger la santé publique lorsqu'elle est faite « dans l'intimité de la maison ».
En 2009, Amway a volontairement rappelé trois saveurs de barres énergisantes Nutrilite potentiellement contaminées par des salmonelles dans l'usine d'un de ses fournisseurs.